# Colonia Rancho del Cura
Colonia Rancho del Cura är en ort i Mexiko.   Den ligger i kommunen Iguala de la Independencia och delstaten Guerrero, i den södra delen av landet, 130 km söder om huvudstaden Mexico City. Colonia Rancho del Cura ligger 898 meter över havet och antalet invånare är 699.
Terrängen runt Colonia Rancho del Cura är huvudsakligen kuperad, men österut är den platt. Terrängen runt Colonia Rancho del Cura sluttar norrut. Runt Colonia Rancho del Cura är det ganska tätbefolkat, med 172 invånare per kvadratkilometer. Närmaste större samhälle är Iguala de la Independencia, 6,6 km nordväst om Colonia Rancho del Cura. Omgivningarna runt Colonia Rancho del Cura är en mosaik av jordbruksmark och naturlig växtlighet.